# Fareed Al-Marzouqi
Fareed Ali Mohammed Al-Marzouki (arabisk: فريد علي, født 1965) er en tidligere emiratisk fodbolddommer. Han, var aktiv fra 2000 og frem til 2010.

## Kampe
- AFC Asian Cup 2004 (2 kampe)
- U/17 Asienmesterskabet 2006 (3 kampe, samt finalen)